# Депок
Депок (инд. Kota Depok) град је у индонежанској провинцији Западна Јава у агломерацији Џабодетабек. Де у речи Џабодетабек се односи на Депок, док сама реч депок долази из сунданског језика и означава пустињачи стан или пребивалиште некога ко живи изоловано. Такође, постоји предање по ком је реч Депок акроним од De Eerste Protestants Onderdaan Kerk. Простире се на површини од 200,29 km2 и у њему је 2010. године живело 1.751.696 људи, односно 8.746 људи по квадратном километру. Град је подељен на једанаест дистриката (инд. kecamatan).